# Johannes Hubertus Gilissen
Johannes Hubertus Gilissen (Roermond, 16 april 1908 – Gennep, 6 augustus 1975) was een Nederlands burgemeester namens de KVP.
Hij werd geboren als zoon van Ludovicus Hubertus Gilissen (1876-1943) en Anna Hubertina Jacob (1876-1952). Hij was juridisch bondsambtenaar voor hij eind 1945 aan de Katholieke Universiteit Leuven in de sociale en politieke wetenschappen promoveerde. Daarna volgde hij Wim de Kort op als sociaal en juridisch adviseur van de Nederlandse Rooms-Katholieke Politiebond 'Sint Michael'. Per 1 juni 1947 werd Gilissen benoemd tot burgemeester van Gennep wat hij tot 1 januari 1973 zou blijven toen via een gemeentelijke herindeling Gennep samenging met de gemeente Ottersum en het dorp Heijen (gemeente Bergen) werd toegevoegd aan de nieuwe gemeente Gennep. Twee jaar later overleed hij op 67-jarige leeftijd.
Gilissen werd in 1952 verkozen tot voorzitter van de Centrale Raad van de Katholieke Bond voor het Gezin als opvolger van J.W.F. van Meegeren. In 1960 pleitte hij voor een vertrek van de bond uit de Stichting Nationale Contactcommissie voor Gezinsbelangen (NGG) als de Nederlandse Vereniging voor Seksuele Hervorming (NVSH) daarvan lid mocht worden. Gilissen uitte zijn zorgen over een bevolkingskrimp in Limburg vanaf de jaren 90 door een afname van het aantal geboorten. Dit leidde tot hoon vanuit zijn eigen partij.
Hij werd gedecoreerd als ridder in de Orde van Sint-Gregorius de Grote en ridder in de Orde van Oranje Nassau.
Gillissen was de vader van Hans Gilissen die sinds 2004 burgemeester was van achtereenvolgens de gemeenten Laarbeek (2004-2010) en Venray (2010-2019).